# Сирпово
Си́рпово (болг. Сърпово) — село в Силістринській області Болгарії. Входить до складу общини Сілістра.

## Населення
За даними перепису населення 2011 року у селі проживали 29 осіб.
Національний склад населення села:
| Національність   | Кількість осіб | Відсоток |
| ---------------- | -------------- | -------- |
| болгари          | 19             | 65,5%    |
| турки            | 10             | 34,5%    |
| цигани           | 0              | 0%       |
| інша             | 0              | 0%       |
| не визначились   | 0              | 0%       |
| Всього відповіли | 29             |          |

Розподіл населення за віком у 2011 році:
Динаміка населення: